# Martin Horn (Politiker)

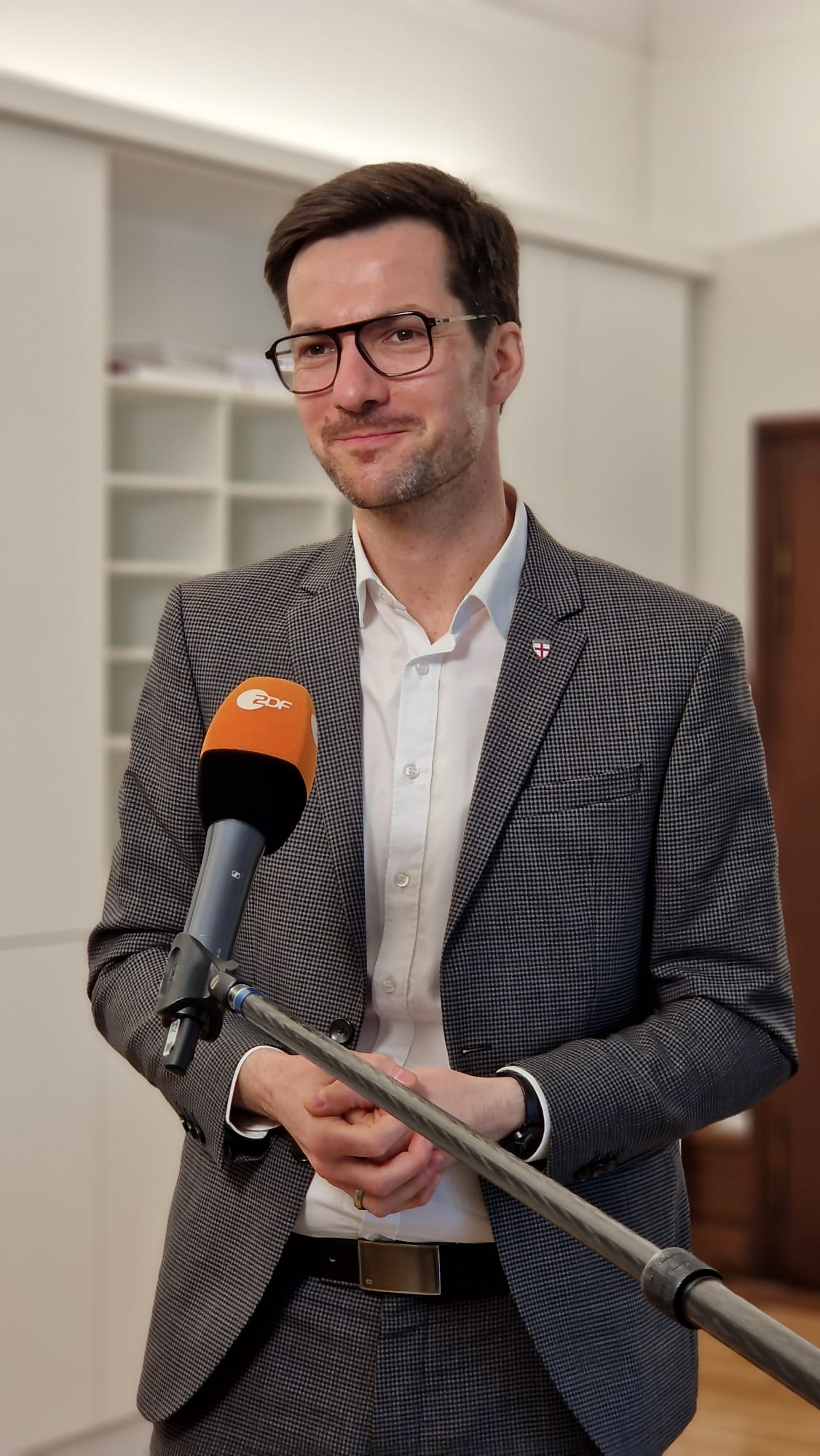
Martin Horn (2024)

Martin Werner Walter Horn (* 7. November 1984 als Martin Hoffmann in Annweiler am Trifels) ist ein deutscher parteiloser Politiker. Seit 2018 ist er Oberbürgermeister von Freiburg im Breisgau.

## Leben
Martin Horn, geb. Hoffmann, wuchs in einem Pfarrhaus in Hornbach als Sohn des evangelischen Pfarrers Klaus Hoffmann gemeinsam mit drei Schwestern auf. Seine Mutter Ellen Hoffmann, geb. Weppler, (1955–2017) war über 20 Jahre Mitglied der FDP-Fraktion im Hornbacher Stadtrat.
Seit seiner Jugend war er in der kirchlichen Jugendarbeit engagiert; bis 2009 als Jugendleiter des evangelischen Fördervereins „Feuer und Flamme“ der Hornbacher Kirchengemeinde. Horn begann 2009 an der Evangelischen Hochschule Ludwigsburg ein Studium der Internationalen Sozialen Arbeit, das er 2013 mit dem Bachelor abschloss. Anschließend belegte er an der Hochschule Bremen den Studiengang European and World Politics, den er 2014 mit dem Master beendete. Er absolvierte Auslandsstudien in Botswana, Jordanien, Georgien, Russland und der Ukraine.
2014 begann Horn eine Tätigkeit als Europa- und Entwicklungskoordinator im Hauptamt der Stadt Sindelfingen und als freiberuflicher Dozent an der Evangelischen Hochschule Ludwigsburg. Hornbachs langjähriger FDP-Stadtbürgermeister Reinhold Hohn sagte über Horn anlässlich seines Wahlerfolgs von 2018, dieser sei vor allem im sozialen Bereich sehr engagiert und habe vor einigen Jahren ein Praktikum beim FDP-Europaabgeordneten Jürgen Creutzmann gemacht.
Martin Hoffmann nahm bei der Heirat den Nachnamen seiner Ehefrau Irina Horn an; bis zum Umzug 2018 lebten sie gemeinsam mit ihrem ersten Sohn in Stuttgart. Kurz vor seinem Amtsantritt als Freiburger Oberbürgermeister kam sein zweiter Sohn zur Welt. Im Februar 2021 bekam das Paar eine Tochter, woraufhin er sich vier Wochen Elternzeit nahm.
Anlässlich des Weltdiabetestags am 14. November 2020 machte Horn die bei ihm im Juli 2020 diagnostizierte Diabetes-Typ-1-Erkrankung öffentlich.

## Politischer Werdegang
2018 kandidierte Horn für das Amt des Freiburger Oberbürgermeisters. Die SPD und die Wählerinitiative Freiburg Lebenswert unterstützten ihn im Wahlkampf. Im Gegensatz zu seinen Vorgängern nutzte Horn im Wahlkampf stark die Sozialen Medien. Während des Wahlkampfs wurde in den Medien eine mögliche Verbindung Horns zur evangelikal-charismatischen Freikirche ICF bzw. deren Engagement in Horns Wahlkampfteam thematisiert. Kurz vor der Wahl besuchte Horn auf Einladung eines ICF-Predigers nach eigenen Angaben zwei Veranstaltungen der ICF Freiburg. In einem Zeitungsinterview stellte Horn diesbezüglich fest, dass er weder Mitglied der ICF noch einer anderen evangelikalen Freikirche sei, sondern Mitglied der evangelischen Kirche.
Horn erhielt mit 34,7 % im ersten Wahlgang am 22. April 2018 3,4 Prozentpunkte mehr Stimmen als der amtierende Oberbürgermeister Dieter Salomon (Grüne). Im zweiten Wahlgang am 6. Mai 2018 traten vier Kandidaten an. Horn erzielte mit 44,2 % die meisten der abgegebenen Stimmen, für den Wahlsieg reichte eine einfache Mehrheit. Gegenüber der Badischen Zeitung erklärte er, in seinem 100-Tage-Programm auf die Schwerpunktthemen Wohnsituation und Bürgernähe zu setzen. Auf der Wahlfeier griff ihn ein 54-jähriger Mann an und verletzte ihn im Gesicht; das Nasenbein wurde gebrochen und ein Zahn beschädigt. Der Täter wurde vor Ort gefasst, er habe psychische Probleme gehabt.
Wegen der Wahlanfechtungsklage einer bei der Wahl nicht zugelassenen Gegenkandidatin konnte Horn zunächst nicht das Amt des Oberbürgermeisters zum 1. Juli 2018 antreten. Allerdings bestellte ihn der Gemeinderat zum Amtsverweser; damit war er vorläufig Chef der Verwaltung ohne Stimmrecht im Gemeinderat. Am 5. März 2019 wurde die Wahlanfechtungsklage vom Verwaltungsgerichtshof Baden-Württemberg final abgelehnt.
Nach der Gruppenvergewaltigung im Herbst 2018, die Horn verurteilte und gleichzeitig davor warnte, Flüchtlinge pauschal zu verurteilen, erhielt er Morddrohungen, worauf er zeitweise seine Instagram- und Twitter-Konten deaktivierte und nur noch auf Facebook postete.
Die meisten der Social-Media-Kanäle des Oberbürgermeisters werden im Presse- und Öffentlichkeitsreferat der Stadt betreut. Dass dort aber auch Privates geteilt wird, stößt auf Kritik bei den Ratsfraktionen.
Im März 2020 setzte Horn sich für die Aufnahme unbegleiteter, minderjähriger Kinder aus griechischen Flüchtlingslagern ein. Bereits mehrfach geriet Martin Horn in Konflikt mit der AfD in Freiburg, etwa da er einem Stadtrat in der Gemeinderatsdiskussion „eingeschränktes Demokratieverständnis“ vorwarf. Klagen von AfD-Vertretern gegen den Oberbürgermeister in diesem und anderen Fällen hatten vor Gericht keinen Erfolg.

## Politische Schwerpunkte

### Bezahlbares Wohnen
Ein politischer Schwerpunkt seiner Arbeit ist der Einsatz für mehr bezahlbaren Wohnraum in Freiburg. So entsteht in Freiburg mit Dietenbach das wohl größte Baugebiets Deutschlands mit rund 7000 Wohnungen für 16.000 Menschen. Der Stadtteil soll klimaneutral gebaut werden, mit modernem Mobilitätskonzept und 50 Prozent gefördertem Wohnraum. Das Baugebiet Kleineschholz ist mit 500 Wohnungen das erste Freiburgs, bei dem nur gemeinwohlorientierte Träger bauen dürfen. Auf Martin Horns Initiative hin wird die Freiburger Stadtbau (FSB) zudem bis 2030 rund 2500 neue Wohnungen bauen, die Mietpreise bei der städtischen Wohnungsbaugesellschaft sollen dabei 25 Prozent unter der ortsüblichen Miete liegen. Dafür wird die FSB mit Kapital und Grundstücken gestärkt.

### Digitalisierung
Ebenfalls wird die Digitalisierung von Verwaltung vorangetrieben, der Fokus liegt auf mehr Service für die Bürger sowie einer effizienteren Verwaltung. Martin Horn hat dafür nach seinem Amtsantritt ein Amt für Digitales und IT gegründet, der Digtialisierungsgrad Freiburgs ist seitdem merklich gestiegen. Freiburg ist inzwischen die Stadt, die die meisten Services des Online-Zugangsgesetzes in Baden-Württemberg anbietet. Das Manager-Magazin zeichnete Freiburg Ende 2023 als digitalste Stadt aus. Der Branchenverband Bitcom listet die Stadt aktuell auf Platz sechs im Smart-City-Index in ganz Deutschland.

### Klimaschutz und Mobilität
Klimaschutz ist einer der wichtigsten Politikfelder in Freiburg. Die Stadt hat das Ziel, bis 2035 klimaneutral zu sein. So wurde in der ersten Amtszeit Martin Horns etwa eine Windrad- und Photovoltaikoffensive beschlossen, die den Ausbau der Erneuerbaren Energien in Freiburg beschleunigen. Mehrere Windräder auf dem Schauinsland, dem Roßkopf und dem Taubenkopf werden neu gebaut oder durch stärkere Modelle ersetzt. 2021 wurde der Zukunftsfonds Klimaschutz ins Leben gerufen, hier werden bis 2028 jedes Jahr bis zu 20 Millionen Euro für zusätzliche Klimaschutzmaßnahmen bereitgestellt.
In Freiburg soll die klimafreundliche Mobilitätswende weiterentwickelt werden. Dafür wird beispielsweise viel in den Ausbau der Infrastruktur der Fuß- und Radwege sowie der Barrierefreiheit investiert. Wichtig ist dabei auch der Ausbau des ÖPNV in Freiburg und der Region die regionale Weiterentwicklung des Radleihsystem Frelo und die Unterstützung von Car-Sharing Angeboten.

## Weitere Ämter und Engagement
Martin Horn ist unter anderem Schirmherr des Freiburger Zelt-Musik-Festivals (ZMF), des 24-Stunden-Laufs für Kinderrechte und des Rainforrest-Runs. Gemeinsam mit der früheren Freiburger Ringerin und Olympiasiegerin Aline-Rotter-Focken ist Martin Horn zudem Schirmherr des Team Freiburg Schwarzwald des Olympiastützpunkt Freiburg Schwarzwald.
In seiner Funktion als Europapräsident von ICLEI liegt einer seiner Schwerpunkte darauf, dass die Stimme der Kommunen in den Institutionen der EU gehört werden, etwa um ihre Rolle im Kampf gegen den Klimawandel besser ausfüllen zu können.